# Karen Cliche
Pour les articles homonymes, voir Cliche.
Karen Cliche est une actrice canadienne née le 22 juillet 1976 à Sept-Îles, Québec.
Son père étant militaire, elle a souvent dû déménager que ce soit au Canada, en Allemagne, ou encore dans l’État de Virginie, aux États-Unis.
Finalement, elle s’est installée à Montréal à l’âge de 12 ans, où elle a été élevée par sa mère.
Très tôt, Karen souhaite devenir actrice. Approchée par un agent alors qu’elle travaillait dans un McDonald's, sa carrière de mannequin commence. Puis Karen choisit un nouvel agent dans l’intention de devenir actrice. Parallèlement, elle continue des études de psychologie à l’université.

## Vie privée
Karen est mariée avec Brian Mellersh depuis fin septembre 2006. Le 6 janvier 2010, elle accouche de son premier enfant, une fille appelée Sienna.

## Filmographie

### Cinéma
- 1999 : Les Hommes de main : Kate
- 2001 : Protection de John Flynn
- 2002 : Summer : Stéfanie Le Duc
- 2002 : Riders : Alex
- 2004 : Pacte avec le Diable (Dorian) d'Allan A. Goldstein : Christine
- 2004 : Marions-les : Darla Tedanski
- 2006 : Séduction dangereuse : Ellen Antonelli
- 2009 : Saw 6 : Shelby
- 2023 : Thanksgiving : La Semaine de l'horreur (Thanksgiving) d'Eli Roth : Kathleen

### Télévision

#### Séries télévisées
- 1999 : Misguided Angels : Marsha
- 1999-2002 : Le Loup-garou du campus : Kim (1x05) / Princesse Tristan (3x16)
- 2001 : All Souls : Gabby Maine
- 2001 : Les âmes damnées : Gabby Maine
- 2001-2002 : Vampire High : Essie Rachimova
- 2002 : Galidor : Defenders of the Outer Dimension : Lind
- 2002 : Undressed : Marissa
- 2002 : Aventure et Associés : Mackenzie Previn
- 2003 : Mutant X : Lexa Pierce
- 2005 : Young Blades : Jacqueline Roget / Jacques LePonte
- 2006 : The Business : Scarlett Saint-James
- 2006 : Runaway : Erin Baxter
- 2007 : Dresden, enquêtes parallèles : Nancy
- 2007 : 'Til Death Do Us Part : Vicky Milford
- 2007-2008 : Flash Gordon : Baylin
- 2009 : Cartoon Gene : Kitty
- 2014 : Lost Girl : Diana Clare
- 2014 : Republic of Doyle : Molly Higgins
- 2016 : Beauty and the Beast : Agent Kerry Duffy

#### Téléfilms
- 1999 : Les hommes de main : Kate
- 1999 : Dr. Jekyll & Mr. Hyde ou The Prophecy of The Tiger : Muriel
- 2000 : L'homme traqué (Race Against Time) : Irina, réceptionniste Lifecorps
- 2000 : La vengeance du tigre blanc : Muriel
- 2001 : Largo Winch : Danielle Dessaultels
- 2001 : Braquages (Heist) : Alex
- 2001 : Protection : Savannah
- 2001 : Wrong Number : Karla Mackay
- 2001 : Stiletto Dance : Tamara
- 2002 : Tunnel : Femme dans le train
- 2004 : Marions-les ! (I Do (But I Don't)) de Kelly Makin : Darla
- 2006 : Au cœur des secrets : Ellen Antonelli
- 2007 : Involuntary Muscles : Orania
- 2008 : La Fin du rêve (The Two Mr. Kissels) : Pris
- 2015 : Les rêves de Lindsay : Kate Moore
- 2017 : Une mère diabolique (Killer mom) : Jessica
- 2018 : Mommy's Little Angel : Gloria Namm
- 2018 : The Black Widow Killer : Alice Evans / Shannon Collins
- 2019 : Turkey Drop : Darcy
- 2021 : Le mari de ma boss (Galentine's Day Nightmare) de Roxanne Boisvert : Margaret Coleman